# Videojoc d'artilleria
Un joc d'artilleria és un tipus de videojoc on els participants disparen projectils des de les seves posicions d'artilleria, i el programa en simula la trajectòria balística segons la física del moviment parabòlic. Habitualment, l'acció és bidimensional, en un pla vertical, i es desenvolupa per torns. Els jugadors poden ajustar l'angle i la potència del tir, i alguns videojocs inclouen variants com limitar el moviment de les unitats i el temps de cada torn o disponibilitzar diferents armes i restringir-ne la munició.
Es considera que el primer d'aquests jocs va ser l'Artillery, de 1976; i d'altres títols destacats han sigut Scorched Earth, Worms i Hedgewars. Amb els anys, aquest categoria ha esdevingut un gènere propi dintre dels jocs de guerra.

## Història del gènere
Els orígens del gènere són difusos, però és molt probable que les versions primitives del joc d'artilleria es dissenyessin en mainframes, als anys seixanta, sense cap mena de llançament comercial. Les primeres adaptacions per a ordinadors personals van ser probablement programes fets per aficionats, en llenguatge BASIC. El primer en publicar-se, del què hi ha referències precises, va ser Artillery, publicat a la revista Creative Computing de gener-febrer de 1976, en forma de codi font imprès en paper, per a ser transcrit manualment a un ordinador. En aquesta revista, tenia el títol WAR 3, doncs admetia fins a tres jugadors. Els autors el definien com una versió d'un joc anterior anomenat Gunner o Battleship. En un llançament posterior, el joc va ser rebatejat com a Artillery 3. Era un joc senzill basat en text, creat originalment per Mike Forman en llenguatge BASIC. Les distàncies i la potencia de tir es decidien a l'inici de la partida i, a cada torn, els jugadors havien de decidir a quin rival disparar, introduir-hi els valors del llançament i, en cas d'error, obtenen la distància a l'objectiu. Encara en aquell any 1976, es va rellançar l'Artillery amb una interfície gràfica monocroma molt simple, com a part de la demo de programari Tektronix 4051. Aquesta versió dibuixava el perfil d'un turó i les posicions de les dues peces d'artilleria. Els jugadors ajustaven l'angle i la potència a cada torn, i l'ordinador mostrava visualment la trajectòria del projectil. Idò, aquesta nova versió introduïa dos elements fonamentals del gènere: obstacles al terreny de joc (el turó) i condicions ambientals variables (direcció i força del vent).
Als volts del 1978, la revista Creative Computing també va publicar una versió gràfica d'Artillery per al Commodore PET 8K, dins d'una col·lecció de jocs en casset. Aquesta nova versió tenia altres característiques que acabarien incorporant-se a l'esquema habitual del gènere: el disseny del camp de batalla i les posicions inicials dels contrincants eren generats aleatòriament en cada partida; i el terreny de joc passava a ser destructible, és a dir, quan els projectils queien a terra, l'impacte provocava un petit cràter d'explosió, alterant el perfil de l'escenari. També en aquella època va ser publicat Ouranos! (o Weather War), que era considerat una variant del clàssic Artillery. En aquest joc, els oponents no disparaven projectils als rivals, sinó que queien rectes des del cel, en forma de fenòmens meteorològics. Human Cannonball (1978) va ser presumiblement el primer títol d'artilleria publicat comercialment de manera independent, en un cartutx per a l'Atari 2600. Emperò, es desviava substancialment del gènere, doncs era per a un sol jugador, on calia disparar una bala de canó humana per fer-la caure dintre d'un dipòsit d'aigua.
Stone Sling  (o Smithereens!) va ser publicat el 1982 per a la consola Philips Videopac, un altre dels primers títols llançat comercialment en cartutx. Era per a dos jugadors i tenia una característica especial: no es tractava d'un joc per torns sinó que era una partida simultània en temps real, on els jugadors disparaven de manera independent sense haver d'esperar al contrincant. Un dels primers multiplataforma del gènere va ser Artillery Duel, novament de 1982. Encara que no va tenir un èxit destacat, va contribuir a assentar algunes característiques importants, com la presència de vent i un escenari variable i destructible.

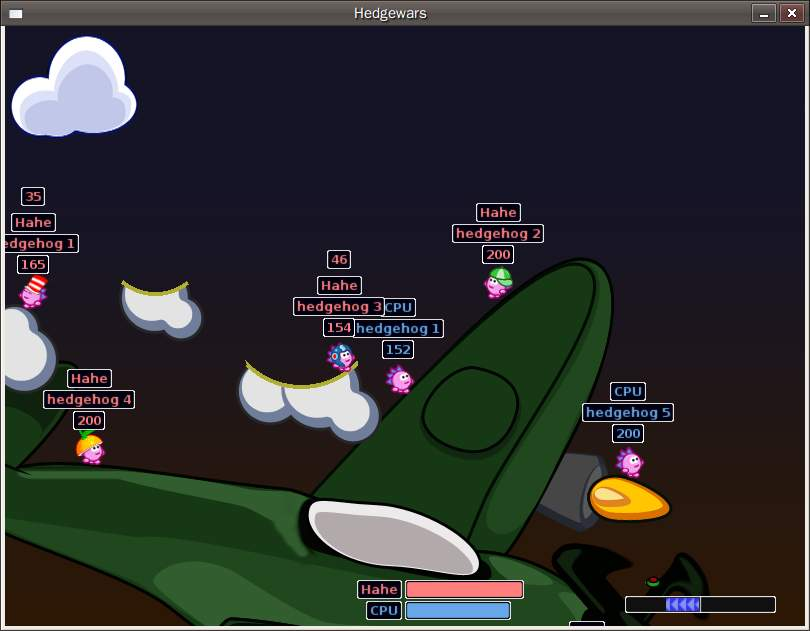
Al Hedgewars, com al Worms, cada jugador comanda un equip de 4 unitats.

Tank Wars, shareware per a MS-DOS de l'any 1990, es recorda com el primer títol que presentava oponents amb intel·ligència artificial (és a dir, es podia jugar "contra la màquina") i oferia la possibilitat d'atacar amb diverses armes i munició, augmentant la complexitat i la varietat d'estratègies durant la partida. Només un any més tard va aparèixer un dels primers grans noms del gènere, Scorched Earth. Els gràfics i la interfície havien progessat considerablement, però sobretot el joc es feia més interessant per l'enorme quantitat d'opcions: molts paràmetres físics, diversos oponents controlats per l'ordinador, una àmplia selecció d'armes, mesures defensives i altres equipaments, així com la possibilitat de desplaçar els tancs. Mark J. P. Wolf va dir-ne que «probablement es tractava d'un dels jocs shareware per PC més estimats» i «un exemple dels primers jocs hotseat» ('seient calent', un videojoc multijugador per torns que corre en una sola màquina, de manera que els participants s'alternen per fer la seva jugada).
L'any 1995 va aparèixer el primer títol de la famosa i prolífica sèrie Worms. Va substituir les unitats d'artilleria per cucs, que tenien gran mobilitat i una vessant humorística, de manera que l'edat del públic objectiu va baixar substancialment. Amb el pas del temps i les prestacions gràfiques dels ordinadors personals, van publicar-se jocs en tres dimensions, com Scorched 3D (2001) i Worms 3D (2003).
El 2006 es publica Hedgewars, molt similar al conegut Worms però amb eriçons com a protagonistes. El videojoc és gratuït i de codi obert (llicència GPL) i està disponible per a tots els sistemes operatius Linux, Microsoft Windows, BSD i macOS. El 2009, enmig del ràpid creixement de la indústria dels telèfons intel·ligents, va destacar la publicació del primer Angry Birds, que si bé es tracta d'un videojoc de trencaclosques per a un sol jugador, es basa en llençar projectils (ocells), triant-ne l'angle i la potència, per fer esclatar els enemics (porcs verds).